# Nervecell
Nervecell est un groupe émirien de death metal, originaire de Dubaï.

## Histoire
Le groupe est formé en 2000 par le guitariste Barney Ribeiro. Dans une première formation de groupe, avec notamment Brogan Costa au chant, Nervecell se présente en 2001 à Abu Dhabi à une lors d'un concours Battle of the Bands. Ils y remportent le prix de la meilleure performance et Ribeiro est élu meilleur guitariste. 
En 2003, après le départ de Costa et d'autres membres du groupe, ils sont rejoints par d'autres musiciens. Rajeh James Khazaal (chant, basse) et Rami H. Mustafa (guitare solo) rejoint le groupe. Fin 2003, le groupe enregistre une bande démo. Juste après, ils produisent leur premier EP, Human Chaos (2004). L'album est reconnu en dehors des Émirats arabes unis et est distribué, entre autres, au Mexique.
En 2005, Nervecell participe pour la première fois au Desert Rock Festival de Dubaï en tant que groupe local, et a ensuite effectué une tournée en Australie. En 2007, Nervecell est également la tête d'affiche de l'Egypt Metal Festival au Caire. En 2008, l'album Preaching Venom est enregistré, produit par les frères Wiwczarek (Vader) et mixé par Alan Douches. L'album sort d'abord dans les pays arabes et en Afrique du Nord, puis en Australie. 
Depuis 2009, Nervecell joue aussi régulièrement lors de concerts et de festivals en Europe (entre autres Wacken Open Air, With Full Force, Rock am Ring, Rock im Park, Metalcamp). Preaching Venom est également distribué en Europe depuis 2009 par le label allemand Lifeforce Records. L'enregistrement de l'album Psychogenocide est terminé fin 2010 et sort le 29 avril 2011.

## Discographie
- 2004 : Human Chaos
- 2008 : Preaching Venom
- 2011 : Psychogenocide
- 2017 : Past, Present, Torture